# متحف وطني للسكك الحديدية (بيرو)
المتحف الوطني للسكك الحديدية في بيرو (بالإسبانية: Museo Ferroviario Nacional de Tacna) هو متحف وطني للسكك الحديدية في مدينة تاكنا في بيرو. بُنِيَ المتحف في محطة السكك الحديدية تاكنا أريكا القديمة، وموقع المتحف جذاب ومتميز فقد حُوفِظ عليه سليمًا مع الكثير من العناصر المستخدمة خلال النصف الثاني من القرن التاسع عشر، من وقت تدمير المحطة. ومعروضات المتحف تُعطِي السائح فكرةً عن العمليات التاريخية للسكك الحديدية. ويقع المتحف عند تقاطع كالي غريغوريو الباراسين وأفينيدا 2 ديمايو.

## بعض معروضات المتحف

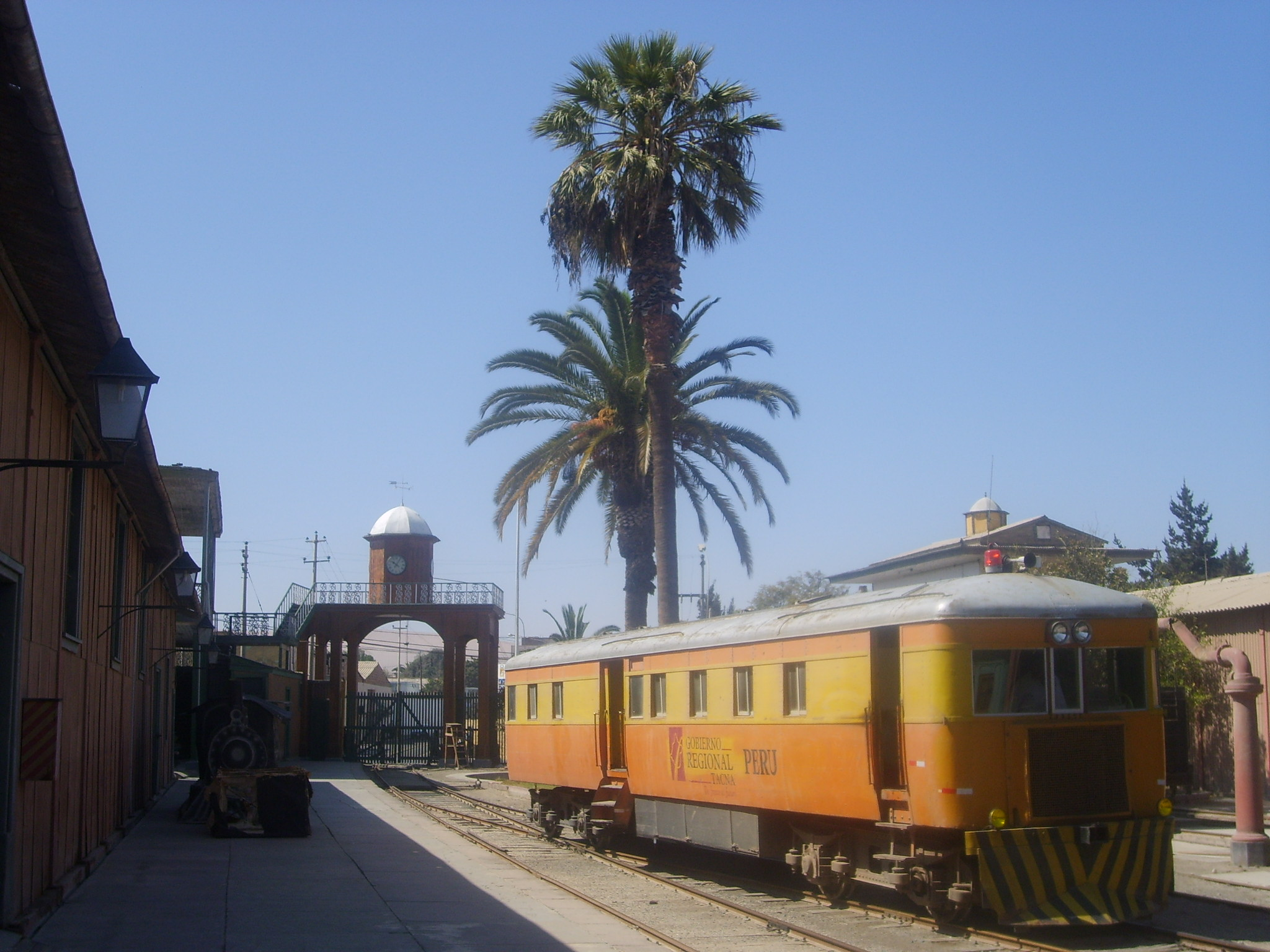
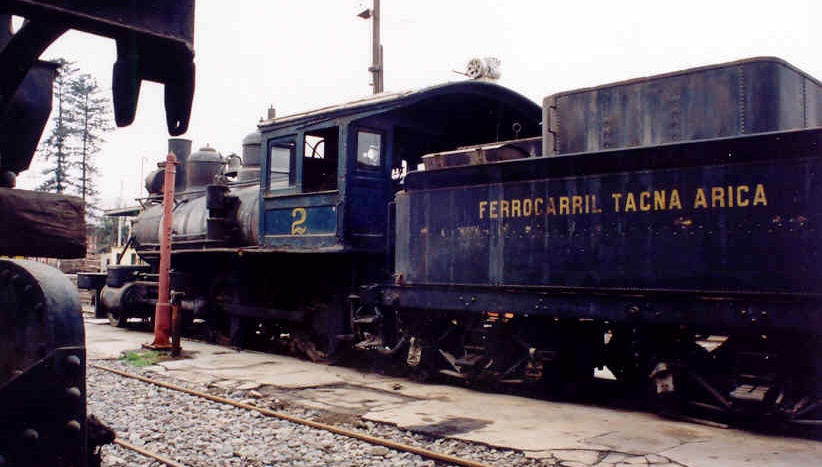
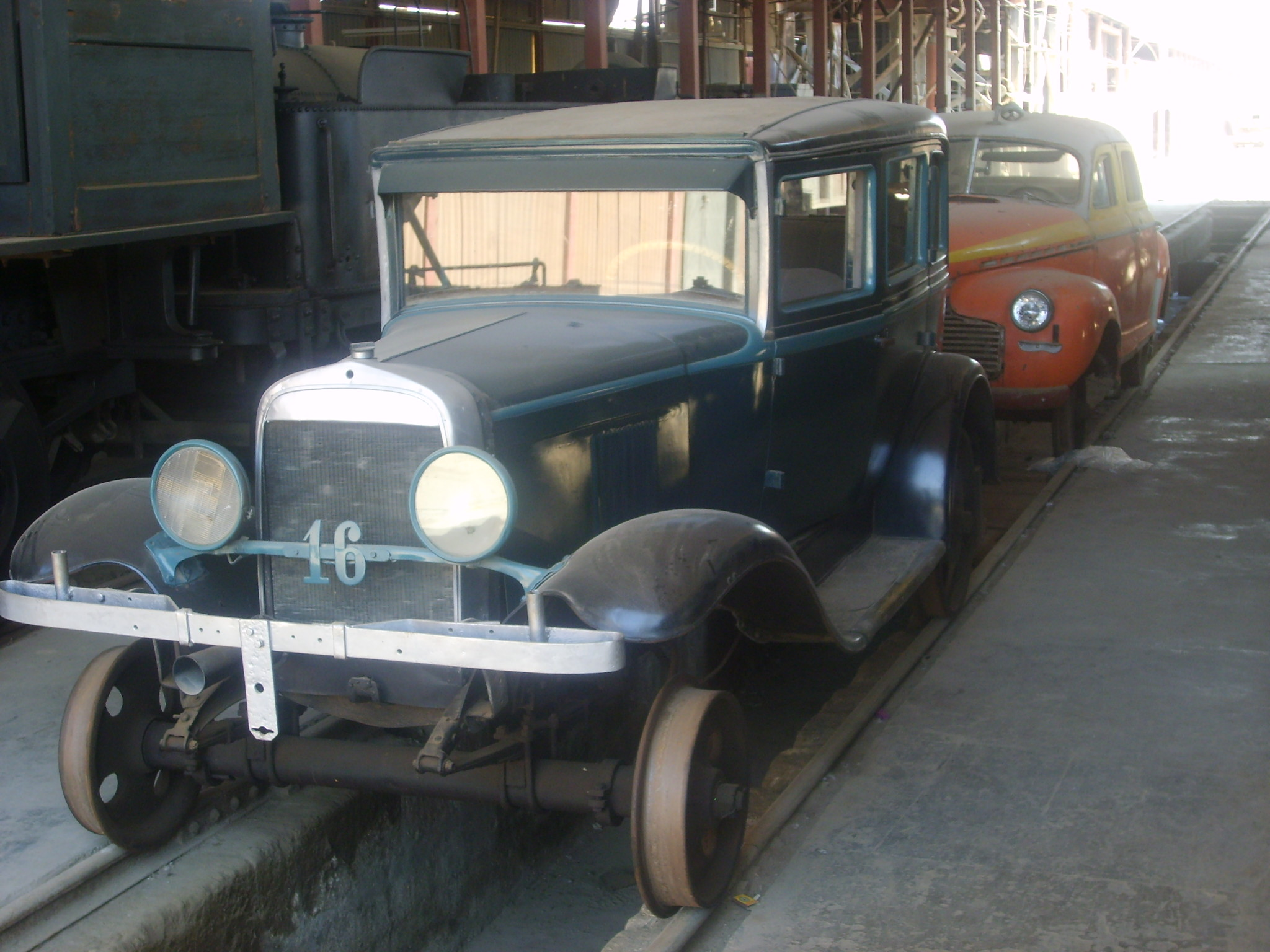

‌